# Eerste licht

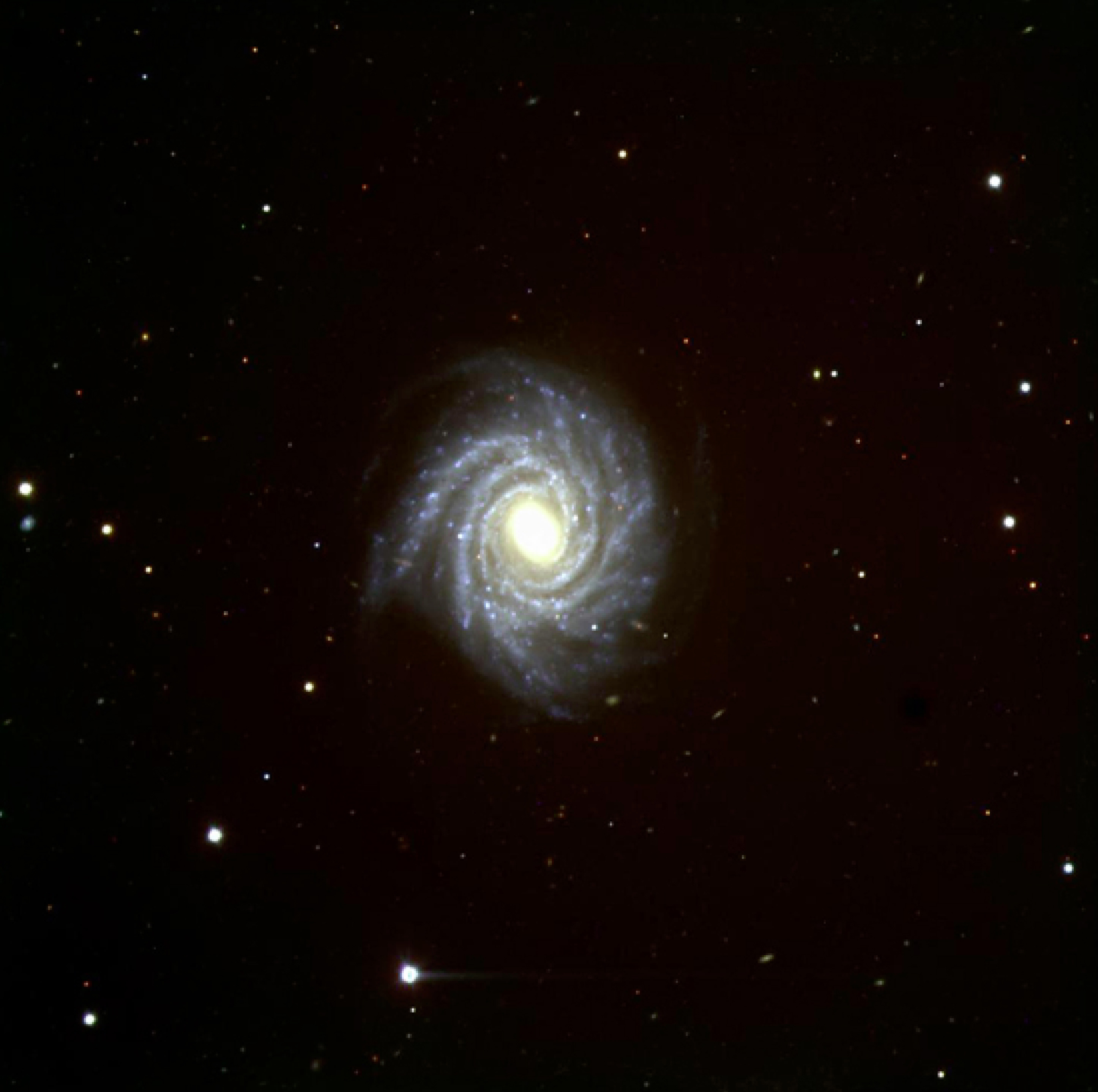
Opname van de spiraalnevel NGC 1288 in het zuidelijke sterrenbeeld Fornax. Opname gemaakt tijdens de „eerste-lichtnacht” van de telescoop UT-1 van de Very Large Telescope op 15 september 1998. Deze nevel staat op een afstand van 300 miljoen lichtjaren en beweegt zich van ons af met een snelheid van 4500 km/s; zijn diameter is 200.000 lichtjaren.

In de astronomie wordt onder eerste licht verstaan de eerste keer dat er met een nieuwgebouwde telescoop of ander instrument een astronomische opname wordt gemaakt. Dit is zelden de eerste keer dat er door de telescoop is gekeken; er zijn reeds de nodige tests mee uitgevoerd bij daglicht om de diverse onderdelen te justeren. De eerste-lichtopname is ook zelden van wetenschappelijke waarde en is bovendien vaak van mindere kwaliteit, doordat de diverse elementen nog verder moeten worden gejusteerd voor een optimale werking. Meestal wordt er een bekend en spectaculair hemelobject voor gekozen. Desondanks is het „eerste licht” altijd een belangrijke gebeurtenis, zowel voor de ontwerpers en bouwers van de telescoop als voor de astronomische gemeenschap. Het geldt als een soort „inauguratie” van de telescoop.
De 5m-Haletelescoop zag bijvoorbeeld op 26 januari 1949 het eerste licht, waartoe hij gericht was op NGC 2261, onder leiding van de Amerikaanse astronoom Edwin Hubble. Deze gebeurtenis is in veel tijdschriften gepubliceerd.
De Large Binocular Telescope zag het eerste licht met één hoofdspiegel op 12 oktober 2005, gericht op NGC 891. De tweede hoofdspiegel werd op januari 2006 geïnstalleerd en werd definitief in gebruik genomen in januari 2008.